# سارجيرفي
سارجيرفي هي بحيرة متوسطة الحجم تقع في فنلندا الوسطى. يعتبر سارجيرفي اسم شائع جدا للعديد من البحيرات في فنلندا حيث هناك 198 بحيره بهذا الاسم في فنلندا. أكبرهم تقع في بلدية سارجيرفي، حيث تقع هذه البلدية بين بحيرتين وهي بحيرة سارجيرفي وبحيرة بيهاجارفي.